# David de la Fuente
Pour les articles homonymes, voir De la Fuente.
David de la Fuente Rasilla, né le 4 mai 1981 à Reinosa, est un coureur cycliste sur route professionnel espagnol, membre de l'équipe Louletano-Loulé Concelho.

## Biographie
David de la Fuente commence sa carrière professionnelle en 2003, dans l'équipe Vini Caldirola.
Il est l'une des révélations du Tour de France 2006, au cours duquel il a été élu coureur le plus combatif. Il a notamment porté pendant environ une semaine le maillot à pois de meilleur grimpeur, classement duquel il termine finalement troisième après avoir cumulé près de 500 km d'échappées dans l'étape d'Esch-sur-Alzette, celle de l'Alpe d'Huez et surtout lors de l'étape  Tarbes Val d'Aran-Pla de Beret, composée de 5 cols, où il fut en tête du premier col (le Tourmalet) jusqu'à l'ascension finale, en passant trois cols en tête dont le Portillon en solo après avoir également passé le premier le sommet de Peyresourde.
David de la Fuente a également participé au Tour d'Espagne 2006 où il se fit remarquer lors d'une échappée lors de la 3e étape.
Après cinq ans passés au sein de l'équipe Saunier Duval (puis Fuji-Servetto), il s'engage à partir de la saison 2010 avec l'équipe Astana. Il participe au Tour de France en étant coéquipier d'Alberto Contador, vainqueur de l'épreuve.
En 2011, il retrouve l'encadrement de l'équipe Saunier Duval au sein de Geox-TMC. Une chute lors de la Klasika Primavera en avril lui cause une fracture de l'omoplate et l'empêche de participer au Tour d'Italie. Lors du Tour d'Espagne, il est l'un des équipiers de Juan José Cobo, qui s'impose au classement général.
L'équipe Geox-TMC disparait en fin d'année. David de la Fuente court en 2012 pour l'équipe Caja Rural. Il prend la deuxième place du classement de la montagne du Tour d'Espagne. Caja Rural ne renouvelle pas son contrat en fin d'année et il est ainsi sans équipe en début d'année 2013. Il est recruté par l'équipe continentale turque Torku Şekerspor au cours du mois de janvier.

## Palmarès

### Palmarès amateur
- 1999
  - Vuelta al Besaya :
    - Classement général
    - 2eb étape
- 2000
  - Prueba Ermúa
- 2001
  - 3e étape du Circuito Montañés
- 2002
  - Mémorial Claudio Pedruzo

### Palmarès professionnel
| - 2005 - 3e du Trofeo Calvia - 2006 - Prix de la combativité du Tour de France - 2007 - GP Llodio - 2008 - 2e étape du Tour d'Allemagne - 2009 - Grand Prix Miguel Indurain - 2e du GP Llodio - 10e du Tour de Catalogne - 2013 - 2e étape du Tour du lac Qinghai - 2014 - Tour de Crète : - Classement général - 1re étape | - 2015 - Grand Prix Abimota : - Classement général - 1re étape - 3e étape du Trophée Joaquim-Agostinho - 2016 - 3e du Tour de l'Alentejo - 2018 - 2e du Grande Prémio de Portugal Nacional 2 - 2019 - 3e de la Classica da Arrábida |  |

## Résultats sur les grands tours

### Tour de France
4 participations
- 2006 : 56e,  vainqueur du prix de la combativité
- 2007 : 49e

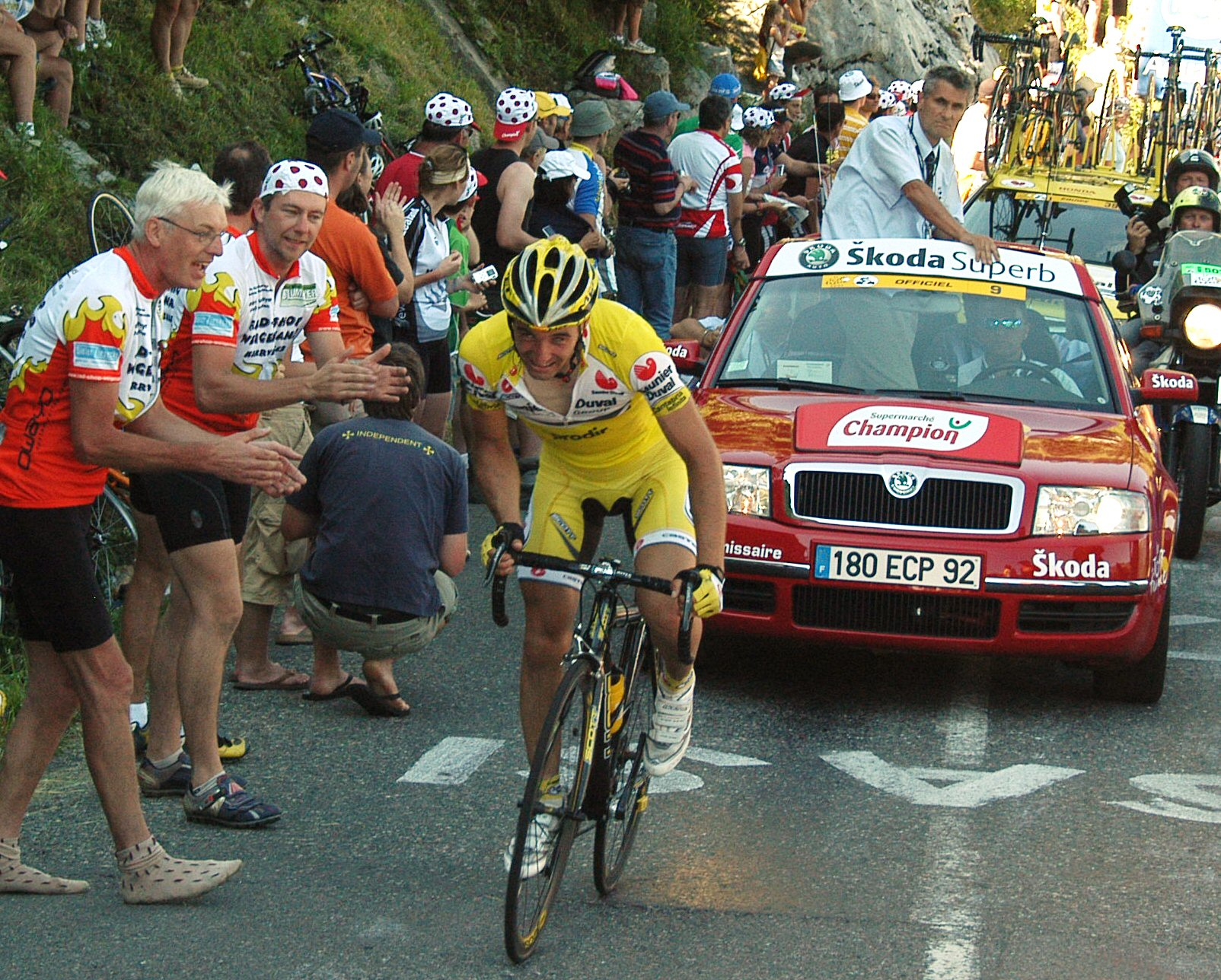
David de la Fuente (arrivé 3e) lors de la montée du col de la Colombière de la 7e étape du Tour de France 2007

- 2008 : retrait de la course avec toute l'équipe Saunier-Duval
- 2010 : 110e

### Tour d'Espagne
7 participations
- 2003 : 156e
- 2005 : non-partant (14e étape)
- 2006 : 71e
- 2007 : 96e
- 2009 : 24e
- 2011 : 35e
- 2012 : 65e

## Classements mondiaux
| Année                  | 2007 | 2008 | 2009 | 2010 | 2011 | 2012 | 2013 |
| ---------------------- | ---- | ---- | ---- | ---- | ---- | ---- | ---- |
| Classement ProTour     | 187e | 109e |      |      |      |      |      |
| Calendrier mondial UCI |      |      | 153e |      |      |      |      |
| UCI Asia Tour          |      |      |      |      |      |      | 78e  |
| UCI Europe Tour        |      |      |      |      | 810e | 550e |      |